# Sieglinde Michalik
Sieglinde Michalik (geboren 13. Februar 1950 als Sieglinde Gietzelt; gestorben 20. Juli 2018 in Frankfurt am Main) war eine deutsche Richterin, zuletzt Vorsitzende Richterin am Oberlandesgericht Frankfurt am Main und Verfassungsrichterin.

## Leben

### Ausbildung und Beruf
Michalik studierte Rechtswissenschaft und war nach abgeschlossener juristischer Ausbildung als Amtsrichterin in Frankfurt tätig.
Seit 1990 war Michalik Richterin am Oberlandesgericht Frankfurt am Main. 2008 wurde sie zur Vorsitzenden Richterin des 1. Senats für Familiensachen am Oberlandesgericht Frankfurt am Main ernannt. Am 1. Juli 2015 wurde Michalik in den Ruhestand verabschiedet.

### Mitglied des Hessischen Staatsgerichtshofs
Am 17. Juli 2002 wurde Michalik zum stellvertretenden richterlichen Mitglied am Staatsgerichtshof des Landes Hessen gewählt. 2002 wurde sie wiedergewählt und hatte das Amt bis 2009 inne.

### Engagement
Michalik war Mitglied im Richterbund Hessen, einem Landesverband des Deutschen Richterbundes. Zuletzt war sie lange Jahre auch Vorstandsmitglied. Nach der Tagung des Richterbundes Hessen „Frauenförderung in der Justiz“ am 23. Juni 1989 in Marburg gründete sie den Arbeitskreis Richterinnen und Staatsanwältinnen im Hessischen Richterbund, der sich viermal jährlich auf dem Römerberg in Frankfurt am Main traf. Der Arbeitskreis beschäftigte sich zunächst mit Problemen, die Juristinnen im öffentlichen Dienst aufgrund von Teilzeit oder Elternzeit in Karriere, Bezahlung und Pension benachteiligen. 1992 formulierte der Arbeitskreis Anforderungen an das von der Hessischen Landesregierung geplante Gleichstellungsgesetz.
Michalik war Mitglied und Vorstandsmitglied des Akademievereins der Evangelischen Akademie Frankfurt und ihrer Vorgängerorganisation, der Evangelischen Akademie Arnoldshain. Von 1994 bis 2018 war Michalik Mitglied des Großen Konvents der Evangelischen Akademie Arnoldshain, der Mitgliederversammlung des Akademievereins. Von 2003 bis 2011 war sie auch Mitglied im Kleinen Konvent, dem Vorstand des Akademievereins. Michalik war damit maßgeblich beteiligt an der Fusion der Evangelischen Akademie Arnoldshain mit der Evangelischen Stadtakademie Römer 9 zur heutigen Evangelischen Akademie Frankfurt. Ihr fachliches Wissen brachte Michalik Zeit ihrer Mitgliedschaft in den Arbeitskreis Recht der Akademie ein, woraus sich die regelmäßige Veranstaltung des Kleinen Arnoldshainer Familiengerichtstags entwickelte.
2012 wurde Michalik für fünf Jahre zur Vorsitzenden des Schlichtungsausschusses der Evangelischen Kirche in Hessen und Nassau gewählt.
Michalik war Mitglied im Kuratorium der Evangelischen Emmausgemeinde in Alt-Eschersheim (Frankfurt am Main).

### Privates
Michalik war verheiratet und lebte in Frankfurt am Main, wo sie am 20. Juli 2018 verstorben ist.